# Invasión mongola de Bulgaria y de Serbia
Durante la invasión mongola de Europa, los tumens mongoles liderados por Batú Kan y Kadan invadieron Serbia y luego Bulgaria en la primavera de 1242 después de derrotar a los húngaros en la batalla de Mohi y asolar las regiones húngaras de Croacia, Dalmacia y Bosnia.
Inicialmente, las tropas de Kadan se movieron hacia el sur a lo largo del mar Adriático adentrándose en el territorio serbio. Luego, volviéndose hacia el este, cruzó el centro del país, saqueando a su paso, y entraron en Bulgaria, donde se unieron al resto del ejército al mando de Batu. La campaña en Bulgaria probablemente ocurrió principalmente en el norte, donde la arqueología arroja evidencia de la destrucción de ese período. Sin embargo, los mongoles cruzaron Bulgaria para atacar el Imperio Latino hacia el sur antes de retirarse por completo. Bulgaria aceptó rendir tributo a los mongoles, y esto continuó hasta la década de 1260.

## Contexto
Las relaciones entre Hungría y Serbia eran escasas en vísperas de la invasión mongola. El rey serbio Esteban Vladislav se había casado con Beloslava, hija del zar Iván Asen II de Bulgaria, en 1234 en un esfuerzo por formar una alianza antihúngara. En el momento de la invasión mongola, sin embargo, había buenas relaciones entre Hungría y Bulgaria. El zar búlgaro, el niño Kalimán I, era sobrino del rey húngaro, Bela IV, siendo el hijo de la hermana de Bela, Ana María, y de Iván Asen II.
Alrededor de 1240, frente a la amenaza de la invasión mongola, los húngaros, los búlgaros y los cumanos pudieron haber establecido una alianza, como demuestra la presencia en ese año de un emisario búlgaro en la corte de Bela IV.
Una de las razones de la invasión mongola de Hungría fue que Bela IV habría dado refugio a los cumanos cuando huyeron de la conquista mongola de sus tierras en 1239. Después de que el líder cumano, Köten, fuera asesinado por húngaros opuestos a la política de Bela el 17 de marzo de 1241, un gran número de cumanos devastó el campo húngaro mientras se retiraba a Bulgaria, donde nuevamente se les garantizó refugio. Un grupo separado de cumanos entró en Bulgaria por la misma época, cruzando el mar Negro después de la conquista mongola de Cumanía, habiendo arreglado su asentamiento con Iván Asen. Esto fue registrado por Ibn Taghribirdi, un escritor del siglo XV que confía en la obra perdida de Izz al-Din ibn Shaddad, él mismo un escritor sirio en el exilio de Egipto después de la conquista mongola de Siria. La fuente de Izz al-Din fue el testigo ocular Badr al-Din Baysari, él mismo un cumano cuya familia había huido a Bulgaria. El futuro sultán de Egipto Baibars, nacido en 1227 o 1228, estaba entre aquellos que huyeron de los mongoles a Bulgaria. Según Ibn Taghribirdi, los búlgaros se volvieron más tarde contra estos cumanos. Baysari y Baibars fueron capturados y vendidos como esclavos en Rum. Los cumanos de Köten, por otro lado, parecen haberse integrado en la aristocracia búlgara.
La decisión de los mongoles de atacar a Bulgaria con todas sus fuerzas puede haber tenido el mismo motivo que el ataque inicial contra Hungría: castigar a los búlgaros por ayudar a los enemigos de los mongoles.
Bulgaria en 1242 incluía todo Dobruja. Su población era étnicamente mixta, que consistía en búlgaros de lengua eslava y valacos de habla romance. La dinastía gobernante Asen desde 1185 era étnicamente Vlach. Por esta razón, algunos contemporáneos llamaron al estado búlgaro, o su parte norte, Vlachia. Al tratar las invasiones mongolas, los escritores también tuvieron que distinguir entre Bulgaria en el Danubio y la lejana Bulgaria del Volga, que llamaron, respectivamente, «Pequeña (o Menor) Bulgaria» (Bulgaria minor) y «Grande (o Mayor) Bulgaria» (Bulgaria maior or magna Bulgaria).

## Serbia
Cuando el comandante mongol Kadan se retiró de la primera invasión mongola de Hungría, se adentró en Bosnia a finales de marzo o principios de abril de 1242. Bosnia era en ese momento un país dividido: aunque nominalmente bajo soberanía húngara, parte del país había sido ocupado por cruzados húngaros opuestos a la Iglesia de Bosnia, mientras que el resto permanecía bajo el control del gobernante bosnio (ban) Ninoslav. El paso de los mongoles obligó a los húngaros a evacuar el territorio y permitió que Ninoslav asumiera el control de toda Bosnia.
Continuando hacia el sur, los mongoles entraron en la región serbia de Zeta (aproximadamente Montenegro y el norte de Albania). Según el archidiácono Tomás de Split, infligieron un daño mínimo al Dubrovnik independiente, que era demasiado fuerte para ser tomado.
En Zeta, sin embargo, las fuerzas de Kadan atacaron Kotor, saquearon Svač y Drisht y probablemente también destruyeron Sapë, que solamente fue reconstruida varias décadas después. En palabras de Tomás, los mongoles no dejaron atrás en Zeta a «nadie para orinar contra una pared» (nobody to piss against a wall). La ciudad de Ulcinj pudo haberse salvado debido a un acuerdo alcanzado con Dubrovnik en abril. No hay constancia de que hayan encontrado resistencia, y es posible que George, el gobernador de Zeta, haya intentado utilizarlos para separar su principado del dominio supremo serbio. Él comenzó a usar el título de «rey» en este momento.
Según Tomás de Split, un testigo contemporáneo y parcial, los mongoles «invadieron toda Serbia y llegaron a Bulgaria» (totam Serviam percurrentes in Bulgariam devenerunt). Otro contemporáneo, el archidiácono Roger de Apulia de la Transilvania húngara, señala que «Kadan destruyó Bosnia y el reino de Rascia y luego cruzó a Bulgaria» (Cadan ... destruxit Boznam, regnum Rascie et inde in Bulgariam pertransivit). Este es el grado de nuestro conocimiento de la invasión de Serbia propiamente dicha (Rascia) a partir de fuentes literarias. Las incursiones y los saqueos en Serbia terminaron a finales de la primavera, cuando los tumenos se trasladaron a Bulgaria.
En la década de 1250, Guillermo de Rubruck, un misionero flamenco en el Imperio mongol, informó sobre que un orfebre francés en la capital mongola de Karakorum había sido capturado en Belegrave por las fuerzas de Bujek, un hijo de Tolui (y no de Kadan). Esta ubicación generalmente se identifica con Belgrado. Si fuera así, entonces Belgrado, que estaba bajo control húngaro desde 1235, probablemente habría sido ocupado por los mongoles en 1241 o 1242. Si la fecha anterior es correcta, es probable que los mongoles cruzaran el Danubio en Kovin, un cruce importante, donde evidencias de la destrucción de ese período han sido desenterradas. En la cercana fortaleza de Dupljaja se encontró un gran tesoro escondido en 1241. Si los mongoles bajo Bujek no tomaron Belgrado mientras cruzaban hacia Croacia en 1241, es posible que Kadan lo tomara —los húngaros lo habían evacuado— en 1242 mientras devastaban Serbia.
Aunque Stefan Vladislav fue derrocado por sus nobles en 1243, nada sugiere que esto estuviera relacionado con su respuesta a la invasión mongola.. Su hermano y sucesor, Esteban Uroš I (muerto en 1276), se casó con una mujer noble católica, Helena de Anjou (muerta en 1314). Se registra que en la región predominantemente católica alrededor del lago Scutari en Zeta ella reparó y reconstruyó muchas ciudades, iglesias y monasterios dañados y destruidos por los mongoles en 1242.

## Bulgaria
Después de haber pasado por tierras bosnias y serbias, Kadan se unió al ejército principal bajo Batu en Bulgaria, probablemente hacia el final de la primavera. Hay evidencia arqueológica de la destrucción generalizada en Bulgaria central y noreste alrededor de 1242. Hay varias fuentes narrativas de la invasión mongola de Bulgaria, pero ninguna es detallada y presentan imágenes distintas de lo que ocurrió. Sin embargo, está claro que dos fuerzas ingresaron en Bulgaria al mismo tiempo: la de Kadan desde Serbia y otra, liderado por el propio Batu o Bujek, desde el otro lado del Danubio.
Una notación marginal en un manuscrito griego en el Archivo Apostólico Vaticano señala que fue comprado por un cierto Theodore Grammatikos después de la invasión mongola de Bulgaria, en el año 6751 en el calendario bizantino. El año 6751 corresponde al período desde el 1 de septiembre de 1242 al 31 de agosto de 1243.
La destrucción de Bulgaria es mencionada por el teólogo brabantino contemporáneo Tomás de Cantimpré. Escribiendo un poco más tarde, el misionero italiano Ricoldo de Montecroce escribió que los mongoles habían conquistado a los Vlachs. Según el historiador persa Rashid-al-Din Hamadani, la capital búlgara de Tarnovo (Qirqin) y el puerto de Anchialos (Qila) en el mar Negro fueron saqueados «después de grandes batallas», que en Rashid probablemente significa asedios.. La identificación de la Qila de Rashid con Anchialos es reciente: se ha identificado más a menudo con Chilia en el Danubio, pero este lugar no era una ciudad que valiera la pena atacar en ese momento. El escritor andalusí Ibn Said al-Maghribi, escribiendo en su Geografía en 1250, confirma el ataque de los mongoles contra Tarnovo (en árabe, Tarnabu). Se han encontrado evidencias arqueológicas de destrucción, que incluyen depósitos de monedas, que pueden fecharse en 1242 en Červen, Isaccea, Lovech, Nufăru, Preslav, Silistra, Šumen, Svishtov, Turcoaia y Varna, así como en Tarnovo y la isla de Păcuiul lui Soare, que fue completamente destruida.
Además de la evidencia de la destrucción, hay informes de que el ejército del zar infringió una derrota al ejército mongol. Estos relatos llegaron a lugares tan lejanos como Flandes, donde la victoria se menciona en la crónica francesa de Philippe Mouskes y Palestina, donde es mencionada por el escritor sirio Bar Hebraeus. Es poco probable que los búlgaros obtuvieran una victoria sobre algo más grande que una pequeña partida de raid. Mouskès especifica que «el rey del país Vlach derrotó a los tártaros en un pase», probablemente en el desfiladero de Iskar, el paso principal a través de Stara Planina, que los mongoles probablemente habrían utilizado en su ataque a Constantinopla. En cualquier caso, el zar era demasiado joven para participar en la batalla y cuando sus comandantes ganaban cualquier victoria, simplemente se le atribuía. La victoria búlgara puede ser atribuida al terreno montañoso, al cual los mongoles no estaban acostumbrados.
Según Tomás de Split, antes de abandonar Bulgaria, los mongoles masacraron a sus cautivos —«húngaros, eslavos y otros pueblos»—, como también lo habían hecho en Croacia en marzo o abril.

## Consecuencias
En 1253, cuando Guillermo de Rubruck visitó la capital mongol, Bulgaria estaba pagando tributo: «desde la boca de [el Don] hasta el Danubio todo es suyo [los mongoles], e incluso más allá del Danubio en dirección a Constantinopla [en Vlachia y en la Pequeña Bulgaria] todos les rinden tributo, y más allá del tributo estipulado, en los últimos años han impuesto aún más en cada hogar un hacha y todo el hierro en bruto que se ha encontrado» (from the mouth of [the Don] as far as the Danube everything is theirs [the Mongols’]; and even beyond the Danube in the direction of Constantinople [in Vlachia and Little Bulgaria] all pay them tribute; and over and above the tribute stipulated, in recent years they have further levied on each household one axe and all the unwrought iron that has been found).
William también dice que los enviados de Vlach y Bulgaria solían llevar regalos a la corte de Sartaq, el hijo de Batu, mientras se dirigían a la corte de Batu. Aunque ninguna fuente indica cuándo comenzó el pago del tributo, claramente habría estado vigente durante los años anteriores a 1253. Los historiadores modernos generalmente lo relacionan con la invasión de 1242, aunque, como señala Greg Rogers, «una explicación de por qué Bulgaria, de todas las áreas atravesadas por las tropas de Batu en 1241 y 1242, se enredó en el sistema de tributo de los mongoles, aún falta en la literatura histórica» (an explanation for why ‘only’ Bulgaria, of all the areas traversed by Batu's troops in 1241 and 1242, became enmeshed in the Mongols' tribute system is still lacking in the historical literature).
Algunos historiadores creen que Bulgaria escapó a una gran destrucción al aceptar la soberanía mongola, mientras que otros han argumentado que la evidencia de los ataques mongoles es lo suficientemente fuerte como para que no haya podido escapar. En cualquier caso, la campaña de 1242 trajo la frontera de la autoridad de la Horda de Oro (comando de Batu) al Danubio, donde permaneció durante algunas décadas. El dux e historiador veneciano Andrea Dandolo, escribiendo un siglo después, dice que los mongoles «ocuparon» el reino de Bulgaria durante la campaña 1241-1242.
Una serie de enfrentamientos (en la invasión mongola del Imperio latino) entre los mongoles y el Imperio Latino tuvo lugar en 1242 cuando los invasores estaban pasando a través del sur de Bulgaria. Bar Hebraeus dice específicamente que Batu «se preparó para atacar a Constantinopla desde el cuarto de los búlgaros» (prepared to attack Constantinople from the quarter of the Bulgarians), aunque equivoca la fecha hasta 1232. En la década de 1260, Bulgaria había cambiado la soberanía mongola por la húngara. Como resultado, en la década de 1270 fue objeto de ataques «diarios» por parte de los mongoles, según el historiador griego Jorge Paquimeres.